# Clematis macropetala
Clematis macropetala is een Clematis-soort uit de Atragene groep (Clematis sect. Atragene) die van nature in Noord- en Noordwest-China, Mantsjoerije, in het oosten van Mongolië en in een deel van Rusland (het Russische Verre Oosten en Siberië) voorkomt. Ze groeit daar op stenige hellingen in de bergen op een hoogte tussen circa 1700 en 2000 meter. In vergelijking met de meeste andere soorten uit de Atragene groep is de bloem van C. macropetala halfgevuld, waardoor ze groter lijkt. Ontdekt werd de plant in 1742 ten noorden van Peking door de Franse jezuïet en amateur botanicus Pierre Nicolas Le Chéron d'Incarville (bekend door de eerste beschrijving van de kiwi), die toen in China missioneerde. De wetenschappelijke naam is voor het eerst geldig gepubliceerd in 1829 door Carl Friedrich von Ledebour.

## Kenmerken
C. macropetala is een kleinbloemige bladverliezende klimplant met een krachtig opgaande groei. De plant wordt 2–2,5 m hoog.
Met uitzondering van de bloemen onderscheidt zich C. macropetala niet veel van C. alpina. De dubbel handdelige, 3-tallige bladeren vertonen een sterkere deling. Het blad is middengroen van kleur, lancetvormig en getand.
C. macropetala heeft knikkende, klokvormige, lichtgeurende bloemen. De bloem heeft vier violetblauwe kelkbaderen met in het centrum 1–1,4 cm lange, lichtgele meeldraden. De kelkblaadjes worden 3–6 cm groot. De bloem is halfgevuld, wat in dit geval betekent, dat de bloem tussen de kelkbladen en de meeldraden nog blaadjes heeft, die staminodia worden genoemd. Deze blaadjes hebben vaak een andere kleur dan de kelkblaadjes en zijn bij C. macropetala crèmekleurig. De bloemen zitten  afzonderlijk op lange stelen. C. macropetala bloeit in april en mei. Bij een mogelijke nabloei zijn de bloemen vaak enkel. De vruchten wegen circa 2,5 mg en hebben een 3,5–4 cm lang behaard pluimpje (snavel).

## Variëteiten
Van C. macropetala zijn enige geografische variëteiten beschreven:
- C. macropetala var. albiflora (Maxim. ex Kuntze) Hand.-Mazz. (1939)
- C. macropetala var. punicoflora Y.Z.Zhao (1981)
- C. macropetala var. rupestris (Turcz. ex Kuntze) Hand.-Mazz. (1939)

## Cultivars
Kwekers selecteerden van C. macropetala een groot aantal cultivars, onder andere:
- C. macropetala 'Chili' – Harry Smith (1935)
- C. macropetala 'China C' – Barry Fretwell (1998)
- C. macropetala 'Gansu' – Reginald Farrer (1914)
- C. macropetala 'Honey Schmidt' – Peter Zwijnenburg (datum onbekend)
- C. macropetala 'It's Springtime' – Friedrich M. Westphal (2008)
- C. macropetala 'Lagoon' – G. Jackman & Son (1959)
- C. macropetala 'Maidwell Hall' – G. Jackman & Son (1956)
- C. macropetala 'Mountaindale' – Guttman Nurseries (2003)
- C. macropetala 'Wesselton' – Jim Fisk (1995)

Door C. macropetala met andere soorten uit de Atragene groep te kruisen, ontstonden er talrijke hybriden, onder andere:
- C. 'Ballerina in Blue' – Magnus Johnson (1980) ook C. m. 'Eximia' genoemd
- C. 'Ballet Skirt' – Stanley Zubrowski (1981) zaailing van 'Rosy O'Grady'
- C. 'Blue Bird' – F. L. Skinner (1969) macropetala x alpina of sibirica
- C. 'Blushing Ballerina' – Magnus Johnson (1974)
- C. 'Georg' – Magnus Johnson (1985) macropetala x fauriei
- C. 'Jan Lindmark' – Jan Lindmark (1981) zaailing van 'Blue Bird'
- C. 'Markham's Pink' – Ernest Markham (1935)
- C. 'Ola Howells' – John Howells & Wim Snoeijer (1997)
- C. 'Propertius' – Magnus Johnson (1979) koreana var. fragrans x 'Rosy O'Grady'
- C. 'Purple Spider' - Wim Snoeijer (1993)
- C. 'Rosea' – Magnus Johnson (voor 1990) macropetala x onbekend
- C. 'Rosy O'Grady' – F. L. Skinner (1964) macropetala x alpina
- C. 'Snowbird' – Barry Fretwell (1969)
- C. 'White Lady' – Tage Lundell (1982)
- C. 'White Swan' – F. L. Skinner (1961) macropetala x sibirica

## Afbeeldingen

Cultivars
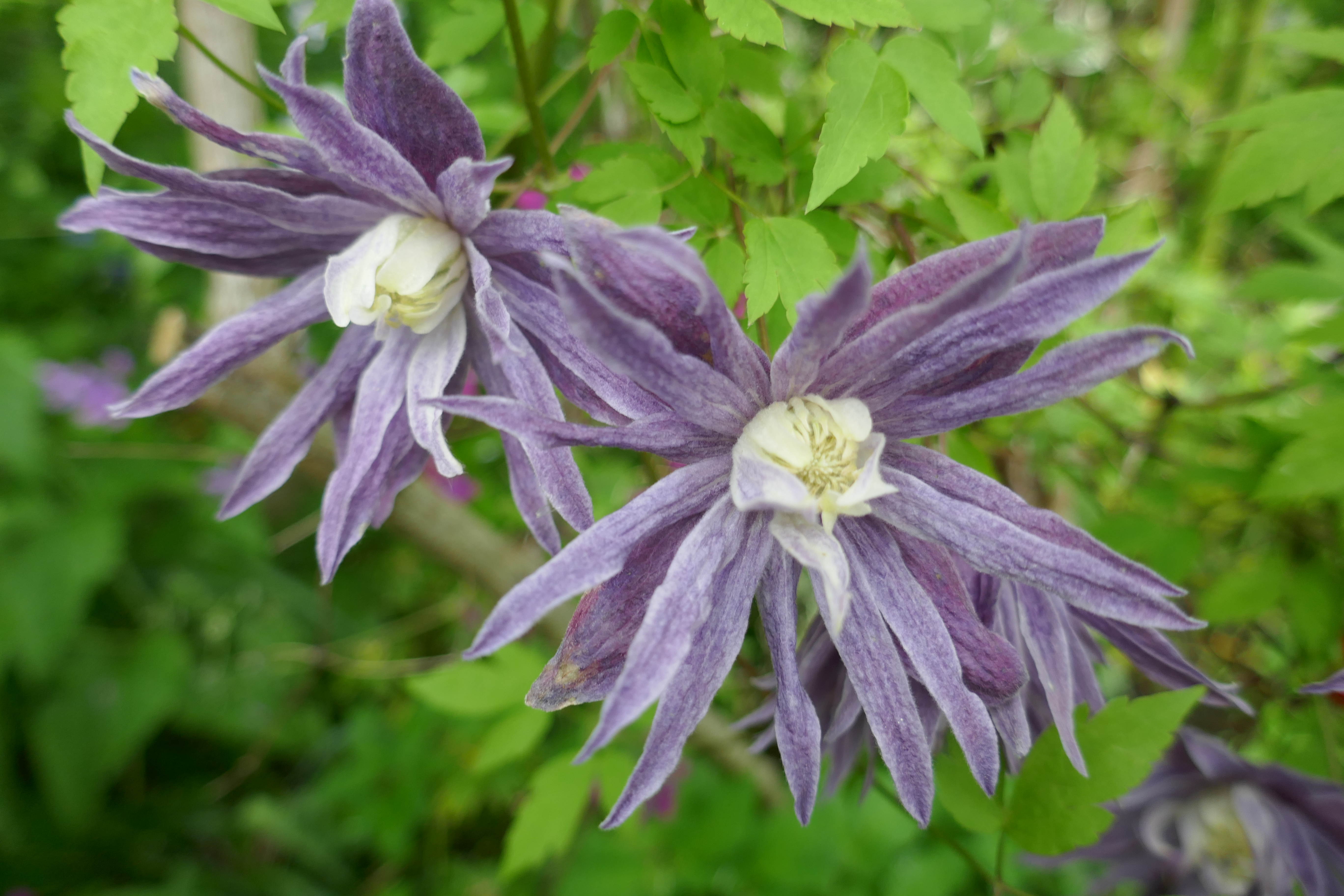
Clematis 'Blue Bird'
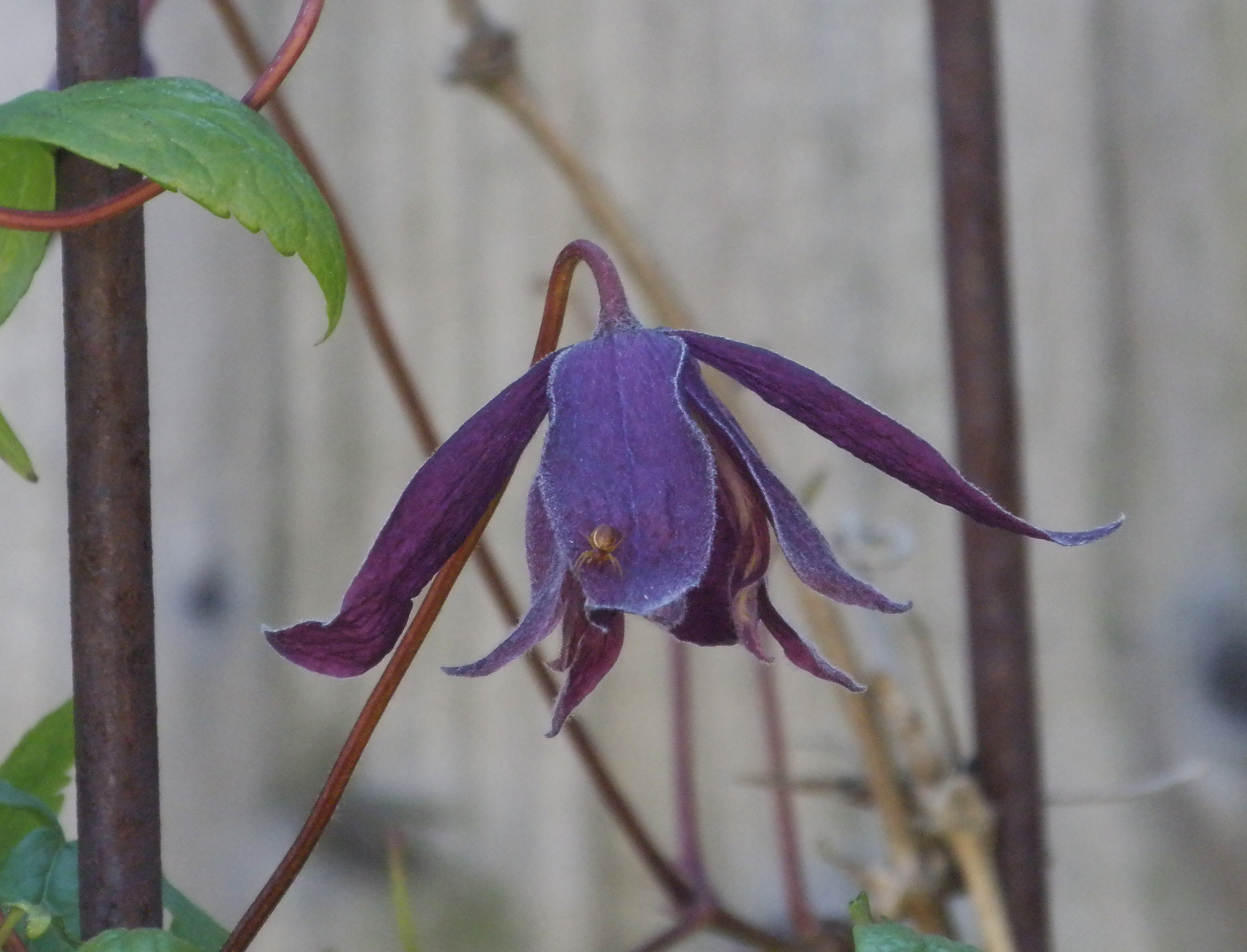
Clematis 'Jan Lindmark'
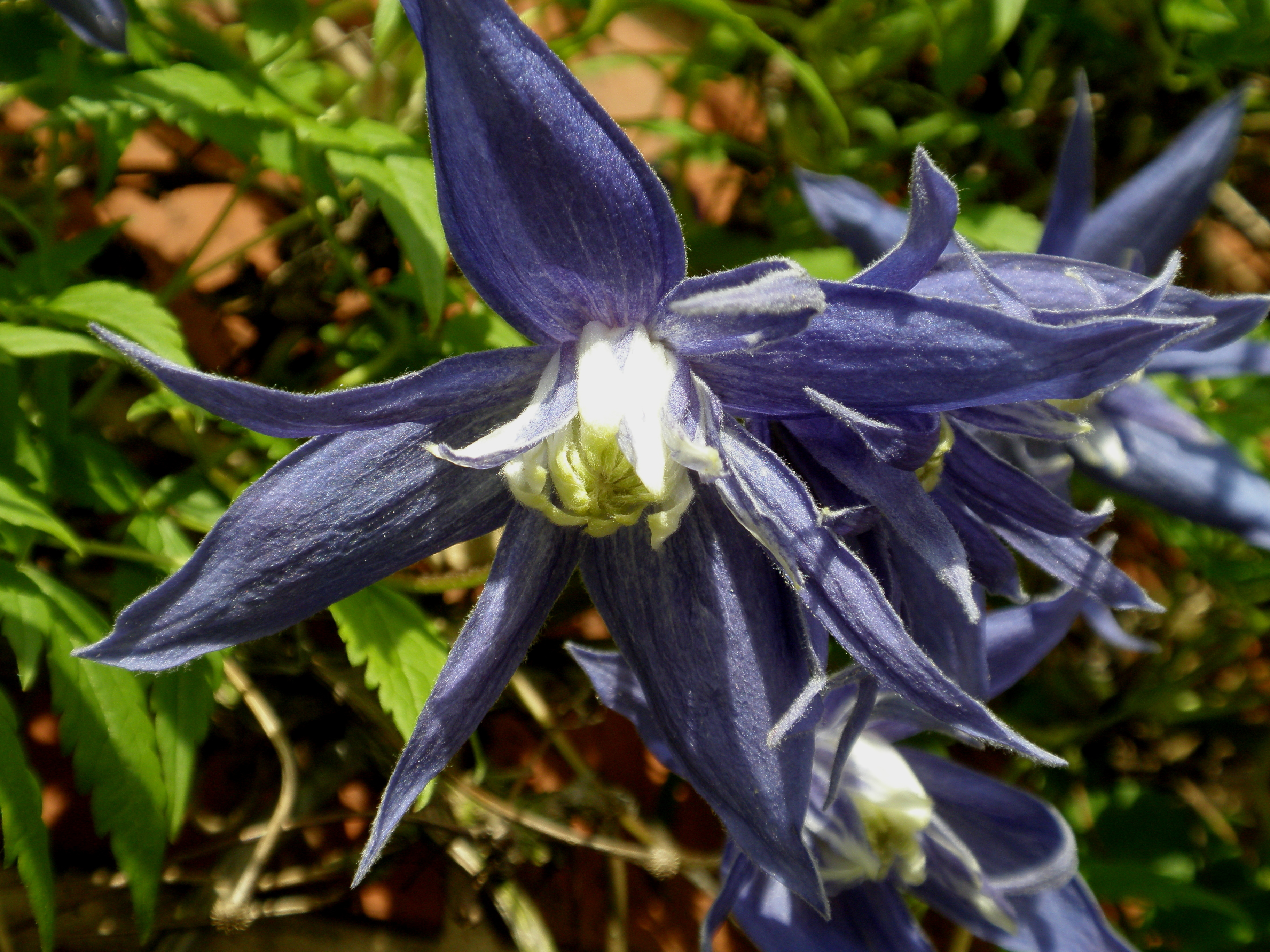
Clematis macropetala 'Lagoon'
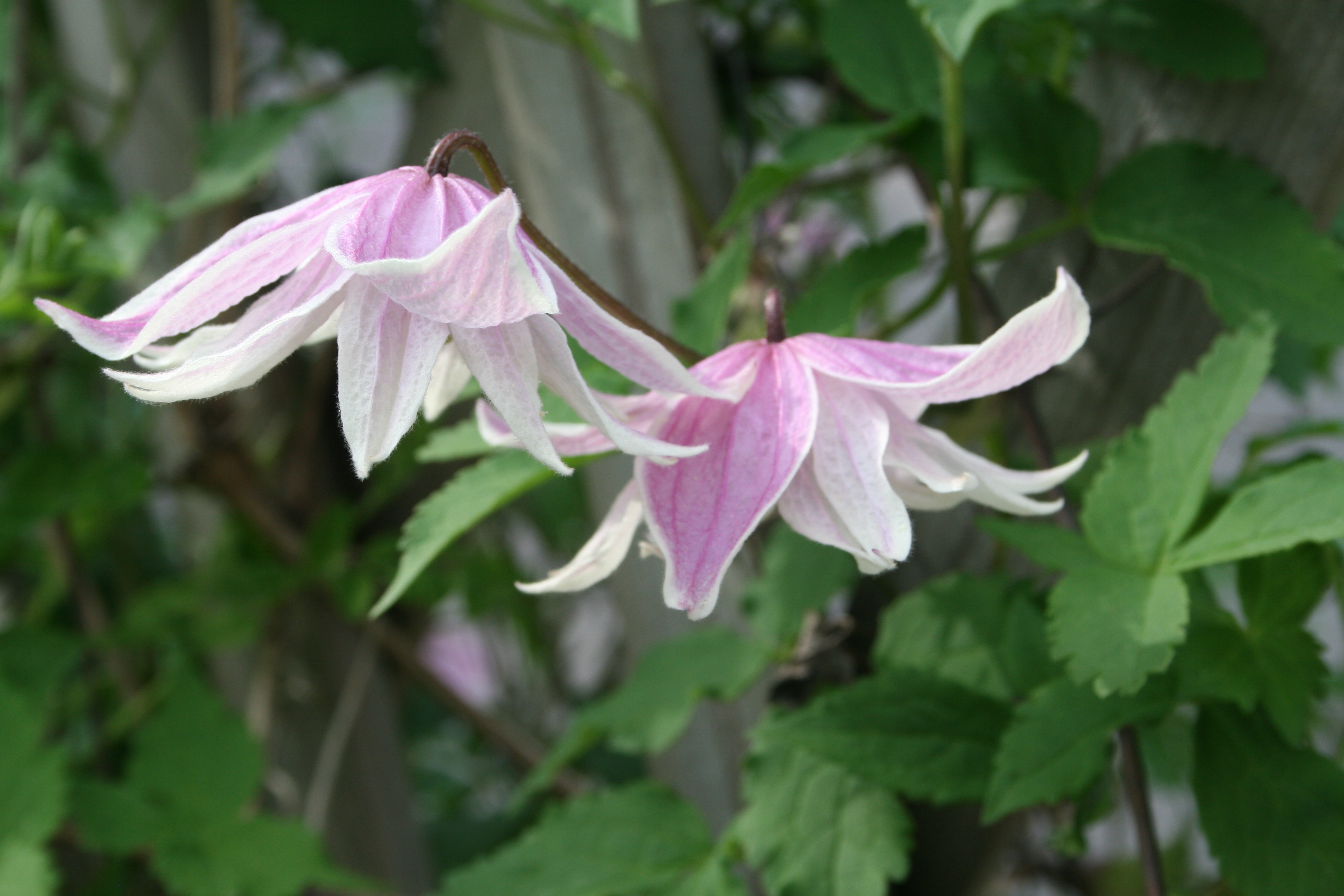
Clematis 'Propertius'

## Toepassingen
Clematis macropetala is zeer winterhard. In de tuin klimmen ze aan een trellis tegen muren of schuttingen.